# Tortella fragilifolia
Tortella fragilifolia là một loài Rêu trong họ Pottiaceae. Loài này được (Jur.) G. Roth miêu tả khoa học đầu tiên năm 1910.